# Gudula Achterberg
Gudula Achterberg (* 19. Dezember 1965 in Kiel) ist eine deutsche Politikerin (Bündnis 90/Die Grünen). Seit 2022 ist sie Abgeordnete im Landtag von Baden-Württemberg.

## Leben
Achterberg verbrachte ihre Kindheit in Schleswig-Holstein und besuchte die Grundschule in Heide, bevor sie 1976 mit ihrer Familie nach Rheinland-Pfalz zog. Dort machte sie 1984 ihr Abitur am Emanuel-Felke-Gymnasium in Bad Sobernheim. Anschließend arbeitete sie sieben Jahre bei der Lufthansa AG. Daraufhin begann sie ein Studium der Wirtschaftswissenschaften an der FH Aachen, das sie 1996 mit dem Diplom abschloss. Anschließend war sie bei der IDS Scheer Consulting GmbH in Saarbrücken als Prozessberaterin tätig. 2001 ging sie in Elternzeit und zog mit ihrer Familie nach Mettmann. 2006 erfolgte der Umzug nach Leingarten (bei Heilbronn).

## Politik
Achterberg ist seit 2009 Mitglied der Grünen. Seit 2015 ist sie Mitglied des Gemeinderats von Leingarten. Bei den Landtagswahlen in Baden-Württemberg 2016 und 2021 kandidierte sie als Ersatzkandidatin von Susanne Bay im Landtagswahlkreis Heilbronn. Nachdem Bay aus dem Landtag ausgeschieden war, um ihr Amt als Regierungspräsidentin des Regierungsbezirks Stuttgart anzutreten, rückte Achterberg am 1. Februar 2022 in den Landtag von Baden-Württemberg nach.